# Haika
Haika fou una organització juvenil il·legal abertzale del País Basc, creada el 2000 després de la fusió de Jarrai amb l'organització Gazteriak. El jutge Baltasar Garzón va considerar el 2001 l'organització com a pedrera de militants d'ETA i part de l'estructura d'aquesta. La seva continuadora va ser Segi. El 19 de gener de 2007, el Tribunal Suprem la va declarar com a organització terrorista vinculada a ETA, corregint la sentència de l'Audiència Nacional de juny de 2005 que havia considerat a l'organització i els seus membres com «associació il·lícita».
El 4 de febrer de 2007 van ser detinguts per la Ertzaintza 18 dels 19 membres de Jarrai, Haika i Segi que estaven pròfugs de la justícia des de la declaració del Tribunal Suprem.